# Ložín
Ložín (Hongaars: Lazony) is een Slowaakse gemeente in de regio Košice, en maakt deel uit van het district Michalovce.
Ložín telt 817 inwoners.